# Kofinál
Kofinál či také kofinalita limitního ordinálu je matematický pojem z oblasti teorie množin (ordinální aritmetiky). Je to jedna ze základních charakteristik limitních ordinálů, vyjadřuje „míru přístupnosti horních pater ordinálu“.

## Definice
Pojem kofinality má smysl definovat jen pro limitní ordinální čísla. Dále tedy {\displaystyle \alpha ,\,\beta } budou označovat libovolná ordinální čísla a {\displaystyle \gamma ,\,\delta } budou označovat vždy limitní ordinály.

### Kofinální podmnožina
Řekneme, že množina {\displaystyle A\subseteq \gamma } je kofinální podmnožinou {\displaystyle \gamma }, existuje-li pro každé {\displaystyle \alpha \in \gamma } takové {\displaystyle \beta \in A}, že {\displaystyle \alpha \,\leq \,\beta }. Říkáme také, že A je kofinální s {\displaystyle \gamma }.
Například
- množina {\displaystyle A=\{\omega +\alpha ;\alpha \in \omega \}} je kofinální podmnožina ordinálu {\displaystyle \omega \,+\,\omega }.
- množina {\displaystyle A=\{\delta \cdot \alpha +\alpha ;\alpha \in \delta \}} je kofinální podmnožina ordinálu {\displaystyle \delta \cdot \delta }.
- množina {\displaystyle A=\{\aleph _{\alpha };\alpha \in \gamma \}} je kofinální podmnožina ordinálu {\displaystyle \aleph _{\gamma }} pro každé {\displaystyle \gamma \,>\,\omega }.

### Kofinál a kofinalita
Kofinálem limitního ordinálu {\displaystyle \gamma } rozumíme nejmenší ordinál {\displaystyle \alpha } takový, že existuje množina {\displaystyle A\subseteq \gamma } kofinální s {\displaystyle \gamma }, jejímž ordinálním typem je {\displaystyle \alpha } (tj. A je {\displaystyle \in }-izomorfní s {\displaystyle \alpha }). Kofinál limitního ordinálu {\displaystyle \gamma } se značí {\displaystyle \,cf(\gamma )}.
Kofinalitou {\displaystyle \gamma } rozumíme mohutnost (kardinalitu) {\displaystyle \,cf(\gamma )}. Lze ukázat, že pro každé {\displaystyle \gamma } je {\displaystyle \,cf(\gamma )} kardinální číslo, a tedy pojmy kofinál a kofinalita splývají.
Například
- {\displaystyle cf(\omega +\omega )\,=\,\omega }
- {\displaystyle cf(\delta \cdot \delta )=\delta }
- {\displaystyle cf(\aleph _{\gamma })\,=\,cf(\gamma )} pro každé {\displaystyle \gamma \,>\,\omega }

### Regulární a singulární ordinál
Limitní ordinál, který je roven své kofinalitě se nazývá regulární. V opačném případě (je-li kofinalita menší) se nazývá singulární.

## Vlastnosti
- Pro každý limitní ordinál {\displaystyle \gamma } platí {\displaystyle \omega \,\leq \,cf(\gamma )\,\leq \,\gamma }
- Pro každý limitní ordinál {\displaystyle \gamma } platí {\displaystyle cf(cf(\gamma ))\,=\,cf(\gamma )}.
- Pro všechna {\displaystyle \gamma } je {\displaystyle \,cf(\gamma )} kardinální číslo.

Dále za předpokladu axiomu výběru:
- Pro každý nekonečný kardinál {\displaystyle \kappa } platí {\displaystyle \kappa \,<\,\kappa ^{cf(\kappa )}}.